# 栖凤球属
栖凤球属（学名：Denmoza），也称作绯筒球属、火焰龙属，是仙人掌科的一属。

## 下属物种
本属包括以下物种：
- 茜球 Denmoza rhodacantha (Salm-Dyck) Britton & Rose